# Municipio de Forest (Indiana)
El municipio de Forest (en inglés, Forest Township) es un municipio del condado de Clinton, Indiana, Estados Unidos. Tiene una población estimada, a mediados de 2023, de 745 habitantes.

## Geografía
El municipio de Forest se encuentra ubicado en las coordenadas 40°22′54″N 86°18′17″O / 40.38167, -86.30472. Según la Oficina del Censo, tiene una superficie total de 68.50 km², de los cuales 68.46 km² corresponden a tierra firme y 0.04 km² están cubiertos de agua.

## Demografía
Según el censo de 2020, en ese momento había 759 personas residiendo en la zona. La densidad de población era de 11 hab./km². El 92.2 % de los habitantes eran blancos, el 0.3 % eran amerindios, el 0.3 % eran asiáticos, el 0.1 % era isleño del Pacífico, el 2.5 % eran de otras razas y el 4.6% eran de una mezcla de razas. Del total de la población, el 3.2 % eran hispanos o latinos de cualquier raza.